# خراب ناس
خراب ناس  قرية سوريّة تتبع إداريّاً لمحافظة حلب منطقة عين العرب ناحية مركز عين العرب، بلغ تعداد سكانها 507 نسمة حسب التعداد السكاني لعام 2004.